# Dyje (Znojmo)
Dyje (dříve též Na Dyji nebo Dyjská Ves, německy Tajadorf nebo Thayadorf) je předměstská vesnice ve Znojmě v Jihomoravském kraji. Pod názvem Znojmo Dyje se do roku 1952 také jednalo o samostatné katastrální území.

## Historie
Osada Dyje vznikla v 16. století v hlubokém údolí stejnojmenné řeky pod znojemskými hradbami, jihozápadně od města. Tvoří ji zástavba na severovýchodním břehu řeky, dnešní ulice Koželužská, U Obří hlavy, Napajedla (přístupová cesta z centra Znojma) a Žleby. Původně se jednalo o samostatnou obec, která byla roku 1834 připojena ke Znojmu jako její předměstí. Na přelomu 10. a 20. let 20. století byla pod znojemským zámkem postavena stará městská vodárna. Západně od ní byla v roce 1966 vybudována vodní nádrž Znojmo.
V roce 1952 byla provedena katastrální reforma Znojma a katastr Dyje byl začleněn do katastru města.

## Galerie

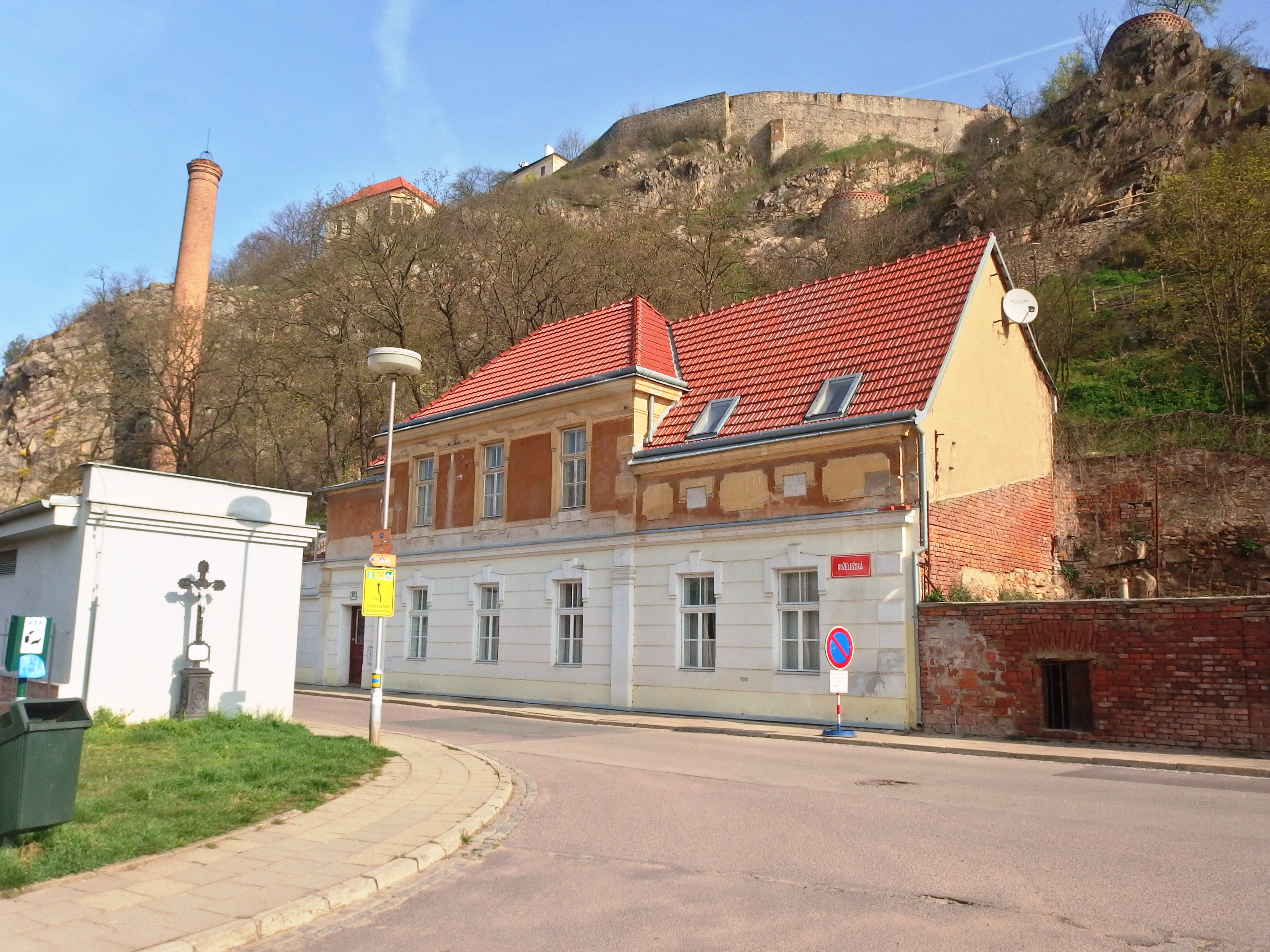
Koželužská ulice
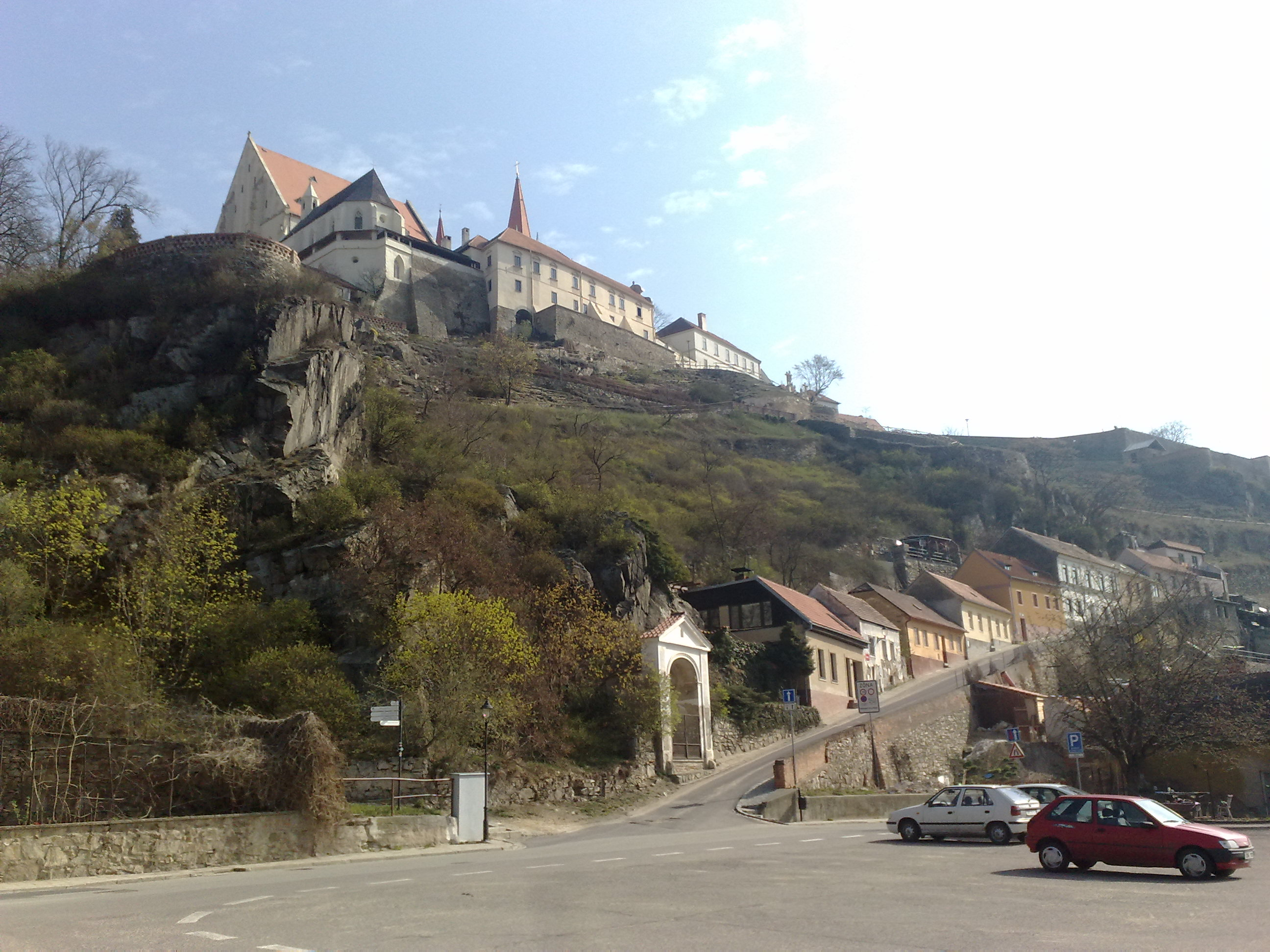
Ulice Napajedla stoupající k centru města
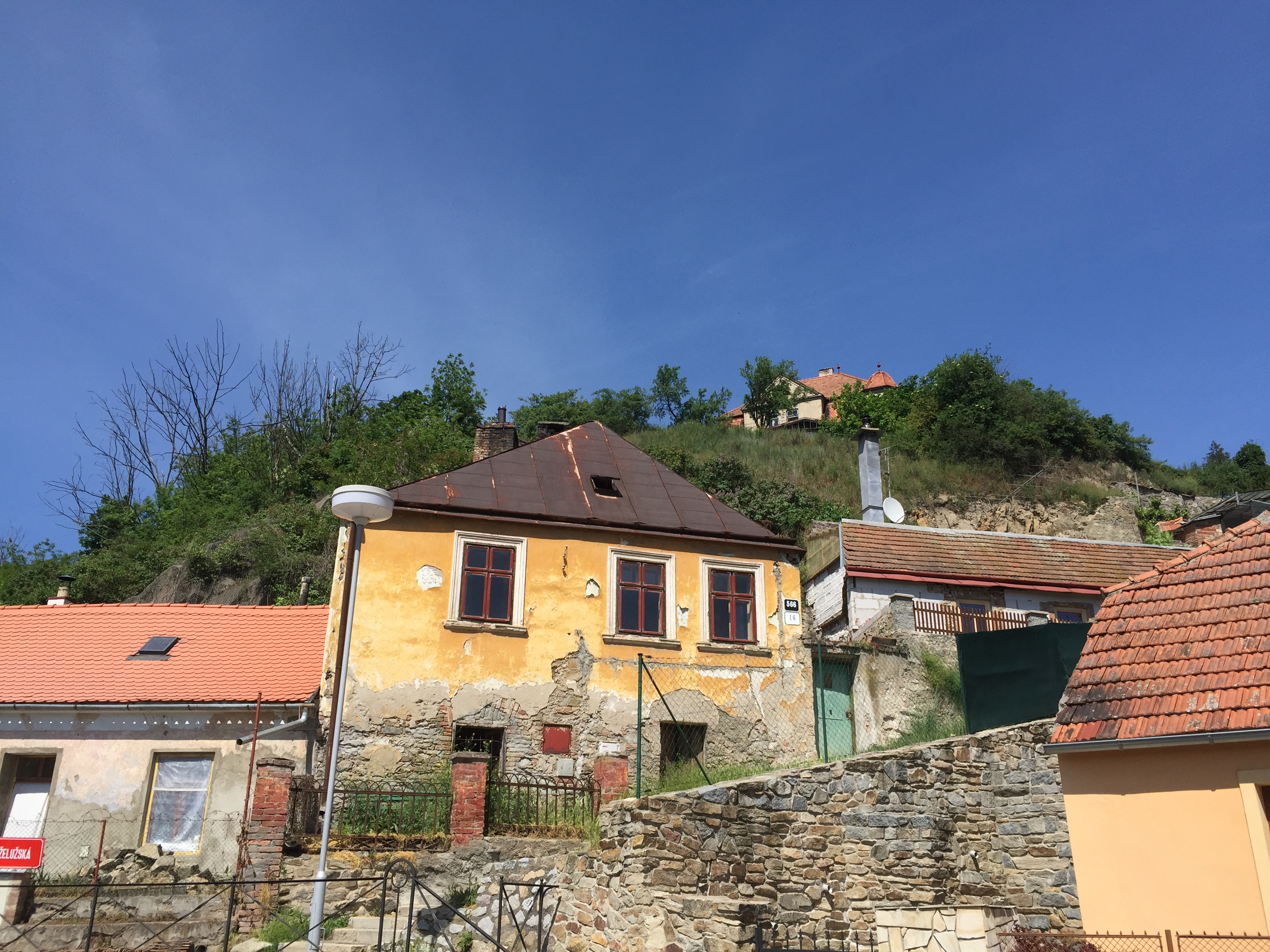
Zástavba v Dyji
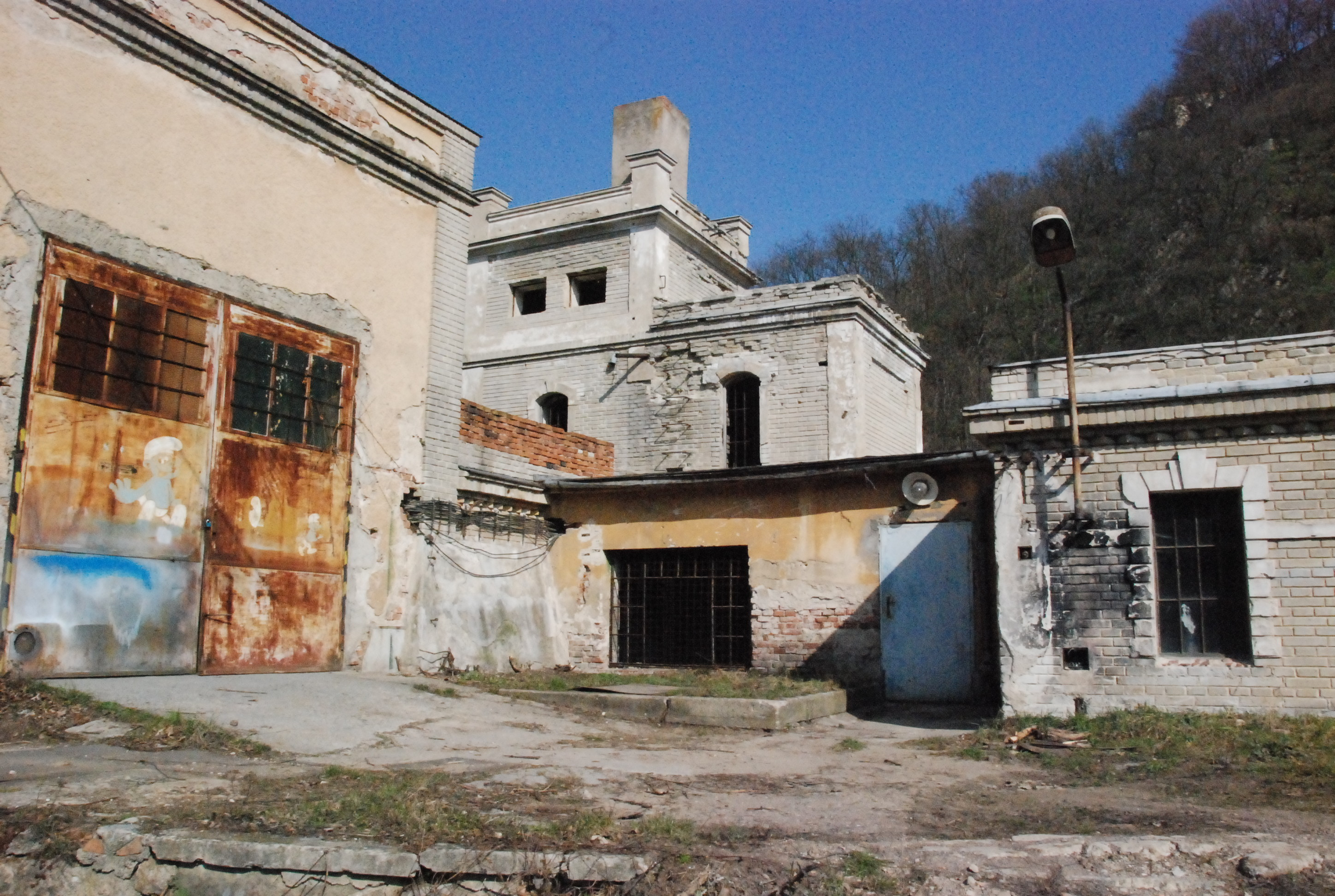
Památkově chráněná stará městská vodárna